# 仁同張氏
仁同張氏（インドンジャンし、じんどうちょうし、朝鮮語: 인동장씨）は、朝鮮の氏族の一つ。本貫は慶尚北道亀尾市である。2015年の調査では666,652人。玉山張氏（2015年の調査では15,173人）とは同系であり、朝鮮末期に「玉山張氏」から「仁同張氏」に改称したが、現在でも一部の家系が「玉山張氏」を名乗り続ける。
始祖は知られる限りで中国から渡来した張金用または張桂であり、張桂を始祖とする直提学系と張金用を始祖とする上将軍系の2つの系列がある。ただし、始祖が本当に張金用・張桂かどうかは不明である。

## 人口分布
2015年統計によると、多くの自治体の総人口に占める比例が1%〜2%であり、慶尚北道中部、全羅南道南西部、忠清北道北東部など2%を超える地域もある。全国で総人口に占める比例が最も高い地域は京畿道加平郡（1,597人、総人口の2.88%）である。